# Eerste Nederduytsche Academie
L'Eerste Nederduytsche Academie, la Première Académie néerlandaise, fondée par Samuel Coster à Amsterdam, était à la fois une chambre de rhétorique et un institut d'enseignement supérieur.

## Bref historique

### 1617-1619

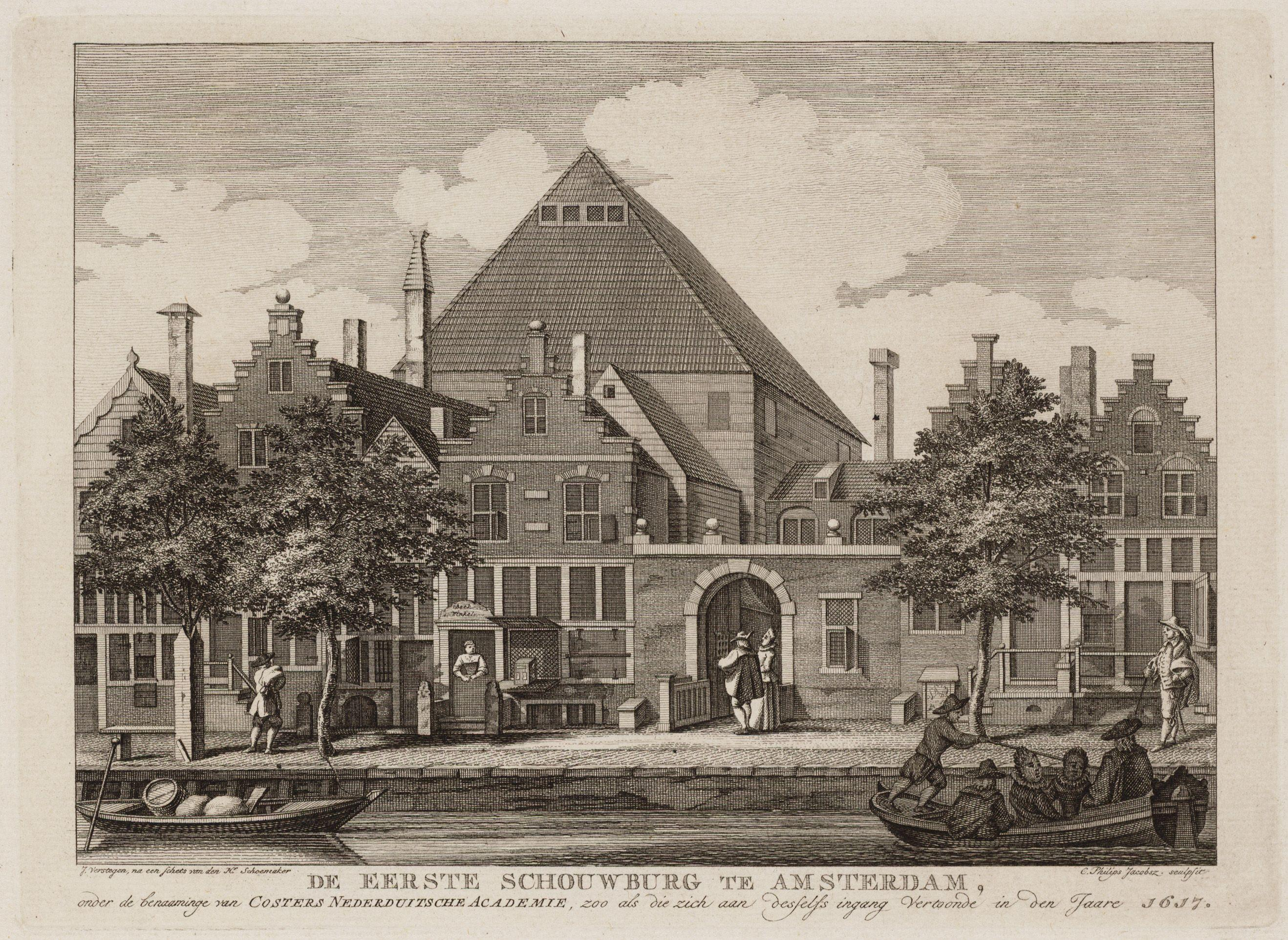
De Eerste Schouwburg te Amsterdam : Costers' Nederduitsche Academie. Le bâtiment de la Première Académie néerlandaise, fondée par Coster, sur une gravure de Caspar Philips Jacobszoon (1732-1789).

Le 1er août 1617 fut posée la première pierre d'une construction en bois, achevée dans un délai de deux mois, et devant abriter l'Académie sur un terrain sis au Keizersgracht, propriété de Lambert Lambertsz, membre de la chambre de rhétorique de l'Eglantier (L'Églantier).
Les fondateurs de cette institution née d'une sécession amicale à la suite des divergences d'opinion au sein de la « Vieille chambre » de rhétorique, De Eglantier, voulaient monter de meilleurs spectacles que ceux que cette dernière société pouvait offrir à cette époque.  Un objectif peut-être plus important encore était celui de dispenser l'enseignement supérieur en langue vernaculaire, c'est-à-dire le néerlandais.  Bredero et Hooft étaient grands partisans de Samuel Coster.  Les fondateurs de l'institut avaient sans doute en tête l'Académie de Platon et l'Académie de Florence, créée à l'instar de la précédente.  C'est ce que suggère le jeu de Suffridus Sixtinus intitulé Apollo over de inwijdinghe van de Neerlantsche Academia (Apollon sur l'inauguration de l'Académie néerlandaise), où apparaissent Clio (muse de l'histoire), Euterpe (muse de l'arithmétique et de la géométrie), Terpsichore (muse de la danse et fondement de la véritable sagesse ; « wijsheyts gront ») et Uranie (muse de l'astrologie et de l'astronomie), alors que la poésie, la danse et la musique appartenaient aux activités de l'Académie.  En 1618, dans le jeu annuel, on présente ses excuses pour n'avoir pu remplir toutes les promesses, et au programme s'ajoutent les figures allégoriques de Thémis (la déesse, ici représentant les droits) et Esculape (le dieu de la médecine).
Le 23 septembre 1617, l'Académie, ayant comme devise le mot « zèle » (Ijver) et dont le blason représentait une ruche sous un églantier, fut inaugurée avec la représentation de la pièce de Sixtinus et la tragédie Van de moordt begaen aen Wilhelm by der gratie Gods, van Orangien (Meurtre commis sur Guillaume, par la grâce de Dieu, d'Orange), de Gijsbert van Hoghendorp.
Dès sa fondation, l'Académie disposait d'un imprimeur privilégié qui n'obtint jamais un monopole, Nicolaes Biestkens, de qui elle avait besoin pour l'impression d'affiches, de programmes, d'invitations et éventuellement de discours, ainsi qui pour de poèmes de circonstance, de chansons de Nouvel An et de pièces de théâtre.  Biestkens non seulement imprimait pour l'Académie et les « académiciens » la plus grande partie de leurs ouvrages mais, de plus, tenait une librairie tout près de leur bâtiment.
Contrairement à d'autres établissements d'enseignement supérieur, cet institut était un établissement privé, ne bénéficiant d'aucun subside pour les salaires des professeurs ni d'infrastructure mise à la disposition par les autorités, les étudiants n'étant pas exempts de toutes sortes de taxes et l'Académie n'ayant aucune compétence juridique.
L'Académie de Coster différait entièrement de l'université de Leyde, un lieu d'apprentissage de l'église du Christ (« kweekhof voor de kercke Christi ») où la crainte de Dieu était le principe de toute sagesse et où, initialement, les étudiants devaient même prêter serment à la religion ; c'était aussi le lieu où Johannes Walæus donnait des conférences sur l'éthique d'Aristote afin de munir les jeunes hommes chrétiens au préalable contre la lecture, toutefois nécessaire, des classiques.  L'orientation spirituelle de Coster et des siens était classique, voire païenne : ils estimaient que la science l'emporte sur la foi.  Ainsi, en 1619, Coster exprima le souhait « que la science utilise son zèle pour édifier la bourgeoisie par amour ».
Les prédicateurs calvinistes de l'époque, n'approuvant pas l'initiative, exhortèrent le conseil municipal (Vroedschap) à fermer l'institut ; les pièces ne leur convenaient pas, ni d'ailleurs le fait que les deux premiers professeurs étaient des mennonites : Sybrandt Hansz. Cardinael (professeur d'arithmétique et de logique) et Jan Theunisz (professeur d'hébreu).  Les attaques continuèrent même après que l'institut eut été forcé de cesser la pratique des sciences en 1619, une mesure qui avait conduit Coster à une mise en scène où les muses paraissent la bouche verrouillée.

### 1619-1635
Lorsque la composition du vroedschap fut modifiée, en 1622, la situation se redressa complètement : les prédicateurs les plus ardents, comme Smout, furent même bannis par les autorités municipales en 1630.  Toutefois, encore en 1631, Vondel suscita de vives réactions parmi les calvinistes avec Vraghe van d'Amsterdamsche Academi aan alle poëten en dichters (Question des académiciens amstellodamois à tous les poètes).  Au bout du compte, l'école « d'exercices » (Oeffenschool) - ou le collège - voulue par l'Académie, fut fondée tout de même : le 8 janvier 1632, malgré l'opposition explicite de l'université de Leyde et des républicains suisses ; la ville prit l'initiative de créer une école « illustre » (Illustre School ou Athenaeum Illustre) comme école préparatoire à l'Académie, mais où l'on ne dispensait toutefois pas l'enseignement dans la langue maternelle.  Caspar Barlæus, limogé à Leyde en raison de son arminianisme, et Vossius, également mis au pied du mur à Leyde, seront nommés professeurs.  Cette École illustre, qui fut à l'origine de l'université d'Amsterdam, peut être considérée comme la continuation, sous une autre forme, de l'Académie de Coster.
À la demande de l'orphelinat et de l'hospice des vieillards (Oude-Mannenhuis), en 1635, l'Académie et la chambre de rhétorique De Eglantier fusionnèrent dans la chambre amstellodamoise (Amsterdamsche Kamer).
Le point fort de l'Académie résidait surtout dans la comédie et la farce : 
- Coster : Teeuwis de boer (Teeuwis, le paysan) et Tiisken vander Schilden (Matthieu van der Schilden)
- Bredero : Lucelle, De klucht van de koe (La Farce de la vache), De klucht van Symen sonder soeticheyt (La Farce de Simon sans douceur), De Klucht van den molenaer (La Farce du meunier), Het Moortje (Le Petit Maure), Spaansche Brabander (Le Brabançon espagnol)
- Hooft : Warenar[11].

## Ressources

### Sources
- (nl) Brouwer, J.  « Samuel Coster en de Nederduytsche Academie », Geschiedenis van de letterkunde der Nederlanden (réd. Gustaaf Amandus van Es et Gerrit Siebe Overdiep), 4e partie, Bois-le-Duc, Teulings'Uitgevers-maatschappij L.C.G. Malmberg / Bruxelles, Standaard Boekhandel, [s. d.], 1948], p. 254-266.
- (nl) Koopman, Paul J.  « Nicolaes Biestkens en de Nederduytsche Academie », De zeventiende eeuw, année 8, Hilversum, Uitgeverij Verloren, 1992, p. 123-128.
- (nl) Laan (ter), Kornelis.  Letterkundig woordenboek voor Noord en Zuid, 2e impr., La Haye / Djakarta, G.B. van Goor Zonen's Uitgeversmaatschappij, 1952, p. 366-367.
- (nl) Winkel (te), Jan.  De ontwikkelingsgang der Nederlandsche letterkunde III. Geschiedenis der Nederlandsche letterkunde van de Republiek der Vereenigde Nederlanden (1). 2e impr., Haarlem, Les héritiers F. Bohn, 1923, p. 229, 419-420.

#### Sur les académies néerlandaises
- Athenaeum Illustre.

#### Sur les chambres de rhétorique
- Chambre de rhétorique ;
- Landjuweel.

#### Quelques chambres de rhétorique
- La chambre de rhétorique De Avonturiers (Warneton) ;
- La chambre de rhétorique De Baptisten (Bergues) ;
- La chambre de rhétorique Het Bloemken Jesse (Middelbourg) ;
- La chambre de rhétorique Den Boeck (Bruxelles) ;
- La chambre de rhétorique De Corenbloem (Bruxelles) ;
- La chambre de rhétorique De Egelantier (Amsterdam) ;
- La chambre de rhétorique De Fonteine (Gand) ;
- La chambre de rhétorique De Gheltshende (Bailleul) ;
- La chambre de rhétorique De Lelie (Bruxelles) ;
- La chambre de rhétorique 't Mariacransken (Bruxelles) ;
- La chambre de rhétorique De Olijftak (Anvers) ;
- La chambre de rhétorique De Ontsluiters van Vreugde (Steenvoorde) ;
- La chambre de rhétorique De Persetreders (Hondschoote) ;
- La chambre de rhétorique De Royaerts (Bergues) ;
- La chambre de rhétorique Sainte-Anne (Enghien) ;
- La chambre de rhétorique Saint-Michel (Dunkerque) ;
- La chambre de rhétorique De Violette (Bruxelles) ;
- La chambre de rhétorique De Violieren (Anvers) ;
- La chambre de rhétorique De Witte Angieren (Haarlem).